# Invasion du Luxembourg en 1940
Seconde Guerre mondiale,
 Bataille de France
Batailles
- Drôle de guerre
- Évacuation des civils de la ligne Maginot
- Mobilisation
- Offensive de la Sarre
- Baie de Heligoland
- Incident de Mechelen
- Plan Jaune
- Plan Dyle
- Luxembourg
- Ében-Émael
- Hannut

- Sedan
- Dinant
- Monthermé
- Givet
- La Horgne
- Gembloux
- Flavion
- Louvain
- Charleroi

- Stonne
- Montcornet
- La Sambre
- Arras

- L'Escaut
- Amiens
- La Lys
- Massacre de Vinkt
- Boulogne-sur-Mer
- Calais
- Poche de Lille
- Massacre du Paradis
- Abbeville
- Dunkerque
- Capitulation belge

- L'Aisne
- L'Ailette
- Opération Paula
- l’Exode
- Pont-de-l'Arche
- Opération Cycle
- Opération Ariel

- Les Alpes
- Vallon du Seuil
- Bombardement de Toulon
- Opération Vado
- La Loire
- Saumur
- La vallée du Rhône
- Bombardements de Marseille
- Menton (Pont-Saint-Louis)
- Combats aériens en Suisse
- Armistice du 22 juin

Pendant la Seconde Guerre mondiale, le Luxembourg est envahi par l'armée allemande le 10 mai 1940 dans le cadre de l'opération Fall Gelb.

## La Drôle de guerre

La ligne Schuster.

À la veille de l'invasion, le Luxembourg est partagé entre un sentiment de sympathie envers les alliés et sa neutralité. Le gouvernement adopte une ligne de non-belligérance afin d'éviter une invasion allemande. Cela n'empêche pas le Luxembourg de prévoir l'invasion allemande de son territoire. Au printemps 1940, des fortifications ont été érigées (voir carte) le long de la frontière avec l'Allemagne et la France: il s'agit de la ligne Schuster, baptisée du nom de son constructeur, Joseph Schuster. Elle est composée de blocs de béton disposés sur les routes et reliés par des barricades, des fossés et des fils barbelés. Le but de ces barricades est de ralentir l'avancée des troupes ennemies et de donner le temps au gouvernement luxembourgeois de protester en mettant en avant sa neutralité. Mais au vu de la puissance de l'armée allemande, cette ligne de défense a surtout un but symbolique et sert à rassurer la population.
Le Luxembourg n'a plus d'armée depuis le Traité de Londres de 1867 où la France et le Royaume-Uni avaient imposé le démantèlement des forts luxembourgeois et la dissolution de la petite armée luxembourgeoise ; en revanche ce traité stipulait formellement la neutralité du Luxembourg. Devant son absence d'armée, le Luxembourg avait mis en place une milice, le corps des volontaires.
Au printemps 1940, l'Allemagne arrête d'exporter du fer et autres métaux au Luxembourg afin d'éviter que les usines sidérurgiques luxembourgeoises ne les fournissent à la France ou au Royaume-Uni.
Le Luxembourg se trouve en 1940 dans une situation délicate, une attitude trop pro-allemande l'expose à une invasion des Alliés, de l'autre une attitude trop pro-alliée à une invasion allemande.
Les Allemands ont quant à eux prévu dès l'automne 1939 d'envahir la Belgique et le Luxembourg au moment venu d'attaquer la France (Fall Gelb), le Luxembourg est en effet le chemin le plus rapide pour eux d'atteindre les Ardennes, qui doivent initialement être le flanc de l'offensive allemande en Belgique et dans le Nord de la France. Le plan final allemand, établi dans les premiers mois de 1940, fait cette fois des Ardennes le cœur de l'offensive à venir, qui doit percer à Sedan pour envelopper l'armée française au nord. Ainsi le Nord du Luxembourg sera principalement envahi par le XIX. Armee-Korps (mot.) de Heinz Guderian composé de 3 Panzerdivisionen, et afin que les chars ne perdent pas de temps à cause des obstacles réalisés, diverses mesures sont prises, notamment l'intervention de forces spéciales (Sonderkommandos) qui doivent empêcher la fermeture des barrières blindés.

## L'invasion du pays

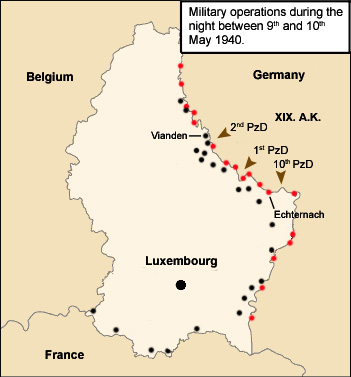
Invasion par la Wehrmacht du Luxembourg dans la nuit du 9 au 10 mai 1940.

Le 10 mai 1940, les troupes régulières allemandes s'apprêtent à franchir la frontière vers 4 h 30. Mais la Gendarmerie grand-ducale, alertée par l'agitation de l'autre côté de la Moselle et par un incident à la frontière, ordonne à 3 h 15 du matin la fermeture irréversible des barricades de la ligne Schuster installées sur les routes à la frontière allemande. Peu après les forces spéciales allemandes, habillées en civil et aidées par des Allemands du Luxembourg, tentent de saboter les émissions radio et d'empêcher la fermeture des barrières, mais il est trop tard pour ces dernières. Devant cette attaque allemande, la famille grand-ducale luxembourgeoise est évacuée vers le palais de la ville de Luxembourg.
L'invasion allemande commence à 4 h 35 du matin, la seule résistance à laquelle les soldats allemands devront faire face étant quelques gendarmes de la Gendarmerie grand-ducale qui étaient déployés comme gardes à la frontière. Puisque les membres du Corps de volontaires étaient pour la plupart restés dans leur casernes. Rapidement le génie allemand (Pionere) rend franchissables les obstacles et fait sauter les barrières. Le Luxembourg est alors rapidement traversé et les pointes des divisions du XIX. Armee-Korps (mot.) franchissent la frontière belgo-luxembourgeoise entre 8 h 30 et 10 h 30.
La capitale est prise avant midi. À 8 h du matin, la 3e DLC française, divisée en 4 groupements, franchit la frontière du Luxembourg dans le but de réaliser des destructions et de ralentir la progression allemande. Rapidement les différents groupements se heurtent aux Stosstrupp allemandes déposées dans la nuit par vagues successives de Fiesler Storch dans le cadre de l'opération Hedderich. Les engagements sporadiques sont majoritairement urbains et très souvent confus. Les groupements français décident de ne pas pousser malgré quelques succès locaux. Le soir la 3e DLC s'organise en un dispositif défensif dans le sud du Luxembourg avant de se replier en France le 11 mai après avoir fait jouer les destructions des routes entre les deux pays.
Au soir du 10 mai 1940, tout le pays est occupé par les forces allemandes, excepté quelques zones dans le Sud. 47 000 civils fuient en France, 45 000 autres dans le nord du Luxembourg et en Allemagne.
La famille grand-ducale et le gouvernement se réfugient d'abord en France, puis au Portugal pour aller ensuite à Londres.
Le 11 mai 1940, le Luxembourg est entièrement sous contrôle de l'armée allemande.

## Bilan et conséquences de l'invasion
En un peu plus de vingt-quatre heures, le Luxembourg est envahi et occupé par l'armée allemande, la résistance du corps des volontaires du Luxembourg a été symbolique, la plupart des unités étant encore dans leur caserne au moment de l'attaque, à l'exception de ceux déployés comme gardes aux barricades. Les pertes sont minimes tant du côté luxembourgeois qu'allemand. Grâce à la prise du Luxembourg, les troupes allemandes attaqueront la Belgique par l'est et feront leur jonction avec les troupes qui attaquent les Pays-Bas.
Le 11 mai, le gouvernement grand-ducal arrive à Paris et s'installe à l'Ambassade du Luxembourg en France. Craignant une attaque aérienne allemande et trouvant les petites installations inadaptées, le gouvernement se déplaça plus au sud, d'abord à Fontainebleau, puis à Poitiers. Il s'installe ensuite au Portugal puis au Royaume-Uni, avant de finalement s'établir au Canada pour la durée de la guerre. En exil, Charlotte est devenue un symbole important de l'unité nationale. Son fils aîné et héritier, Jean, s'est porté volontaire pour l'armée britannique en 1942. Le seul représentant officiel resté sur place était Albert Wehrer, chef du ministère des Affaires d'État, ainsi que ses 41 adjoints.
Le grand-duché de Luxembourg tombe aux mains du général Alexander von Falkenhausen, gouverneur militaire de la Belgique et du Nord-Pas-de-Calais. Le Gauleiter Gustav Simon prend en charge l'administration civile du Luxembourg à partir du 25 juillet 1940. Le statut d'occupation militaire prend fin le 2 août 1940, quand Simon est nommé chef de l'administration civile, par un décret du Führer. Il relève alors du président du District de Trèves, Heinrich Christian Siekmeier (de). Son travail consiste à administrer le grand-duché, dans le but d'en faire une partie intégrante du "Grand Reich" allemand.
Fin mai, Wehrer et plusieurs hauts fonctionnaires créèrent une « commission d'administration » provisoire pour gouverner le Luxembourg à la place de la famille grand-ducale et des autres ministres et être l'interlocuteur de l'administration allemande. Wehrer conserva le ministère des Affaires d'État et assuma la responsabilité des relations extérieures et de la justice ; Jean Metzdorf détenait les portefeuilles de l'Intérieur, des Transports et des Travaux publics ; Joseph Carmes dirigeait les Finances, le Travail et la Santé publique ; Louis Simmer supervisait l'éducation et Mathias Pütz dirigeait l'agriculture, la viticulture, le commerce et l'industrie. Wehrer sera toutefois démis de ses fonctions le 22 octobre 1940 par Gustav Simon et sera interné en Allemagne. Il y entretient des contacts avec une série de résistants allemands, dont Carl Friedrich Goerdeler, maire de Leipzig impliqué dans l'attentat du 20 juillet 1944 contre Adolf Hitler.
Dans les jours qui suivirent l'invasion, les officiers luxembourgeois se promenaient librement dans la capitale, même si les soldats réguliers étaient pour la plupart confinés dans leurs casernes. Le colonel Speller a été brièvement incarcéré par la Gestapo, mais il a ensuite été libéré sous étroite surveillance.

## Libération en 1944

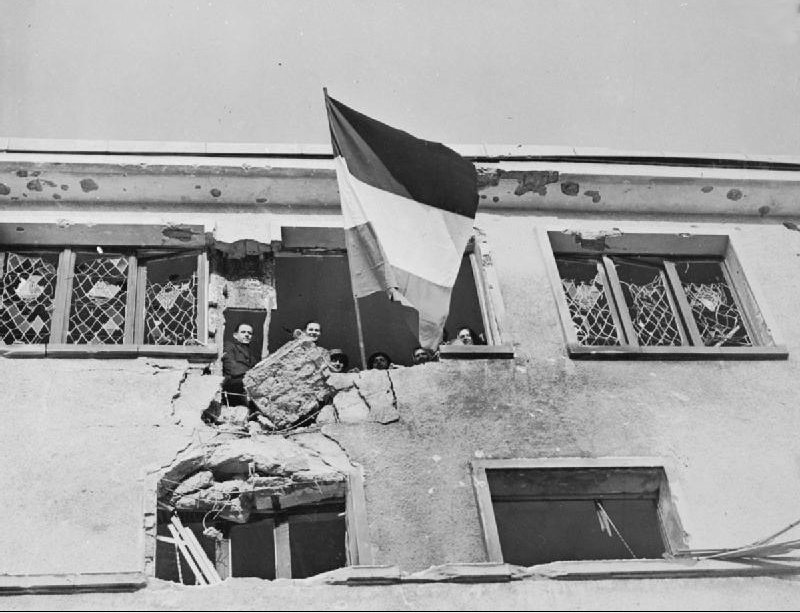
Patients dans un hôpital à Wiltz regardant l'armée américaine après la libération, avec le drapeau du Luxembourg.

Le Luxembourg a été libéré par les forces alliées en septembre 1944, plus précisément par le Commandement de combat A (CCA) de l'armée américaine, 5e Division blindée. Les premières forces américaines pénétrèrent sur le territoire luxembourgeois près de Pétange le 9 septembre et libérèrent la capitale le 10 septembre 1944. Les Allemands battent en retraite sans combattre. Le 12 septembre, 90 % du Grand-Duché était libéré.
Le 23 septembre 1944, à peine deux semaines après la libération de la capitale par l’armée américaine, le gouvernement luxembourgeois revient d’exil. Il est confronté à de graves problèmes matériels et moraux. Les questions prioritaires du moment sont le ravitaillement de la population, l’approvisionnement de l’industrie lourde en coke, l’épuration, le rapatriement des déportés et la reconstruction du pays.
Avant la libération du territoire national, les Alliés avaient reconnu le gouvernement luxembourgeois à Londres comme étant le seul représentant légal du Grand-Duché. Cependant, une fois revenus au pays, les quatre ministres exilés voient leur autorité limitée, voire contestée. D’un côté, la politique nationale doit se subordonner aux intérêts militaires supérieurs des Alliés aussi longtemps que la lutte contre l’Allemagne nazie continue. Les Alliés envoient une mission du SHAEF (Supreme Headquarters Allied Expeditionary Force), composé d’officiers américains, britanniques, canadiens et luxembourgeois. Après la Libération, cette commission est, de fait, l’autorité militaire et civile suprême au Luxembourg. D’autre part, les mouvements de résistance, qui revendiquent une légitimité morale, disputent au gouvernement ses compétences. Palliant les carences du pouvoir public, la milice de l’Unio'n assure le maintien de l’ordre et procède à l’arrestation des collaborateurs, ce qui donne lieu à certains excès. Les milieux de la Résistance qui se regroupent dans l’Unio’n prétendent se placer en dehors et au-dessus des partis traditionnels. Dans un appel lancé à la Grande-Duchesse, ils réclament un nouveau gouvernement. Ils reprochent aux « hommes de Londres » leur manque de zèle et leur mollesse en matière de rapatriement des déportés et de répression de la collaboration. Sensible aux critiques, Pierre Dupong décide d’élargir son équipe en y intégrant des hommes qui ont vécu les années d’occupation dans le pays. Le Gouvernement de la Libération (luxembourgeois : Regierung vun der Befreiung) du Luxembourg entre en fonction au 23 septembre 1944, Pierre Frieden entre au gouvernement en remplacement du ministre de l’Instruction publique, Nicolas Margue, qui est toujours en déportation. Le 23 février 1945, le procureur d’État Robert Als est nommé ministre de l’Intérieur et hérite de Victor Bodson l’épineux dossier de l’épuration. Un militaire, l’aide de camp de la Grande-Duchesse, Guillaume Konsbruck, devient ministre de l’Agriculture. Dès son retour de déportation, le 21 avril 1945, Nicolas Margue retrouve sa place au sein du gouvernement, qui lui confie les départements de l’Agriculture et du Rapatriement.
Le 16 décembre 1944, le pays est surpris par l’offensive des Ardennes. Un mois avant le début de la bataille, 250 soldats des Waffen-SS avait tenté en vain de reprendre la ville de Vianden à la Résistance luxembourgeoise lors de la bataille du château de Vianden. Lors de la bataille des Ardennes, la partie nord du pays a été touchée par l'artillerie d'une unité spéciale conçue par les Allemands pour envoyer des obus jusqu'à 40 km (24,85484768 mi) (voir V3). Les Allemands percent le front américain qui s’était stabilisé le long de l’Our et de la Sûre et réoccupent la moitié nord du pays. Il faut attendre le 22 février pour que le dernier soldat allemand quitte le territoire du Grand-Duché. La bataille des Ardennes dévaste l’Oesling et la région d’Echternach, entraîne des déplacements importants de la population à l’intérieur du pays et provoque une détérioration de la situation alimentaire.
Confronté à l’état d’urgence, le gouvernement crée une panoplie d’organismes qui lui permettent d’intervenir dans l’économie : l’Office du prix, le Commissariat au ravitaillement, le Commissariat général pour la reconstruction, l’Office des dommages de guerre. D’autre part, il maintient un certain nombre de mesures introduites par l’occupant en matière fiscale et de ravitaillement. L’arrêté grand-ducal du 26 octobre 1944 stipule que les dispositions prises par l’ennemi avant le 10 septembre 1944 relatives aux impôts, taxes et cotisations continuent à être appliquées. Le système fiscal allemand, initialement conçu pour soutenir l’effort de guerre nazi, convient également au financement de la reconstruction et de l’indemnisation des dommages de guerre. En outre, un impôt spécial de 5 % sur la fortune est introduit. Les difficultés d’approvisionnement obligent le gouvernement à prendre des mesures de rationnement et de restriction de la consommation. Malgré cette politique d’austérité, les grèves sont rares. Par des réformes sociales, le gouvernement réussit à en atténuer quelque peu les conséquences néfastes.